# Hội kiến quốc dân chủ Trung Quốc
Hội kiến quốc dân chủ Trung Quốc (tiếng Trung: 中国民主建国会, tức Trung Quốc dân chủ kiến quốc hội), gọi tắt là Dân Kiến là một trong những đảng phái dân chủ của Cộng hoà nhân dân Trung Hoa. Dân Kiến được thành lập vào ngày 16 tháng 12 năm 1945, thành viên chủ yếu là các nhà doanh nghiệp tại các thành thị lớn cùng tầng lớp trí thức thuộc giới kinh tế, hiện nay số lượng thành viên có khoảng 90.000 người.

## Lịch sử
Sau khi Chiến tranh Trung-Nhật kết thúc, Quốc dân đảng Trung Quốc và Đảng cộng sản Trung Quốc đạt được Hiệp định song thập vào ngày 10 tháng 10 năm 1945. Lúc bấy giờ, Hoàng Viêm Bồi đứng đầu Trung Hoa giáo chức xã và Hồ Quyết Văn là đại biểu của Hội liên hợp công xưởng Thiên Xuyên cùng các trí thức cao cấp trong lĩnh vực văn hóa, giáo dục và các nhà doanh nghiệp dân tộc dự định thành lập một tổ chức chính trị đại diện cho quyền lợi của họ. Ngày 16 tháng 12 năm 1945, Hội kiến quốc dân chủ Trung Quốc được thành lập tại Trùng Khánh, đề ra cương lĩnh chính trị cơ bản là dân chủ và kiến thiết Trung Quốc. Hội nghị đã bầu Hồ Quyết Văn, Chương Nãi Khí, Hoàng Viêm Bồi vào ban lãnh đạo.
Tháng 9 năm 1949, các đại biểu Dân Kiến là Hoàng Viêm Bồi, Chương Nãi Khí, Hồ Quyết Văn, Thi Phục Lượng, Tôn Khởi Mạnh tham gia Hội nghị khoá 1 Chính hiệp toàn quốc. Hoàng Viêm Bồi được bầu làm phó Thủ tướng thứ 4 Chính vụ viện Trung Quốc.
Hiện nay, trừ Tây Tạng, Đài Loan, Dân Kiến có tổ chức tại 30 tỉnh, khu tự trị và thành phố trực thuộc trung ương của Trung Quốc.

## Cơ cấu tổ chức
Cơ quan trung ương Dân Kiến ở tại Bắc Kinh, được chia thành: Trụ sở chính, Bộ Tổ chức, Bộ Tuyên truyền, Bộ Nghiên cứu điều tra, Bộ Liên lạc, Bộ Phục vụ vì Văn minh và Kiến thiết. Cơ quan ngôn luận của Dân Kiến là tờ Dân tấn, ngoài ra còn có tạp chí lý luận kinh tế Kinh tế giới cùng Nhà xuất bản Dân chủ và kiến thiết.

## Vai trò
Dân Kiến là một trong 8 đảng phái dân chủ của Cộng hoà nhân dân Trung Hoa, là chính đảng tham chính cùng Đảng cộng sản Trung Quốc.

## Lãnh đạo
- Hoàng Viêm Bồi (1945 - 1965)
- Hồ Quyết Văn (1979 - 1987)
- Tôn Khởi Mạnh (1987 - 1996)
- Thành Tư Nguy (1996 - 2007)
- Trần Xương Trí (2007 đến nay)